# Det salomonske dynasti
 Der er for få eller ingen kildehenvisninger i denne artikel, hvilket er et problem. Du kan hjælpe ved at angive troværdige kilder til de påstande, som fremføres i artiklen.

Det salomonske dynasti (amharisk: ሰለሞናዊው ሥርወ መንግሥት Selemonawīwi širiwe menigišiti) var et dynasti i Abessinien grundtlagt omkring år 900, som hævder at nedstamme fra den bibelske Kong Salomon. Dynastiet regerede i Etiopien fra 1270 til 1974, med Haile Selassie som det sidste regerende medlem af dynastiet.